# Mimetidae
Mimetidae Simon, 1881 è una famiglia di ragni appartenente all'infraordine Araneomorphae.

## Etimologia
Il nome deriva dal greco μιμητής, mimitìs cioè imitatore, che imita, per la loro notevole capacità di mimetizzarsi nell'ambiente, ed il suffisso -idae, che designa l'appartenenza ad una famiglia.

## Caratteristiche
Sono noti comunemente come ragni-pirata, in quanto sono feroci predatori di altri ragni. Il colore varia da giallo a marrone e la lunghezza di questi piccoli ragni varia da 3 a 7 millimetri. Possono essere riconosciuti dalle zampe anteriori lunghe dotate di una serie di processi spinosi in apparenza simili a piccoli peli, progressivamente più corti man mano che si va verso l'ultimo segmento delle zampe stesse.

## Comportamento
Sono ragni cacciatori: si avvicinano alle ragnatele di altri aracnidi e ne muovono i fili simulando o un insetto che vi fosse caduto sopra o una compagna che cerca di attirare il ragno per accoppiarsi; all'arrivo del ragno lo afferrano e lo immobilizzano per poi nutrirsene.
La loro capacità di adattarsi ai colori dell'ambiente circostante fa sì che la povera preda non si accorga del pericolo se non quando è troppo tardi. Questa tattica crea loro però non pochi problemi quando vogliono accoppiarsi, in quanto non si è ancora compreso quali segnali inviano alle loro compagne affinché non si creino equivoci e vengano divorate. Solo i maschi del genere Gelanor, dell'America meridionale, hanno lunghe appendici la cui funzione inequivocabile è quella dell'accoppiamento.

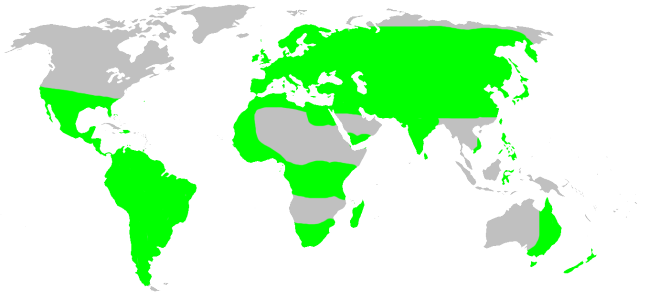
Mimetidae, distribuzione

## Distribuzione
Pressoché cosmopoliti, all'infuori del Canada, Stati Uniti settentrionali e alcune zone dell'Africa.

## Tassonomia

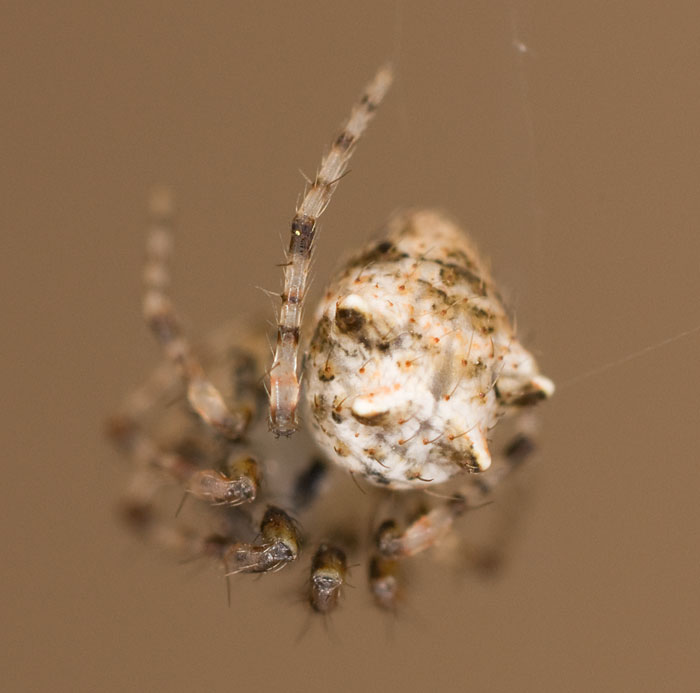
Ero aphana, femmina

Tassonomicamente, a livello di superfamiglia, a volte sono raggruppati nei Palpimanoidea, a volte negli Araneoidea.
Attualmente, a novembre 2020, si compone di 8 generi e 154 specie; la suddivisione in sottofamiglie segue quella adottata dall'entomologo Joel Hallan:
- Gelaninae Simon, 1881
  - Gelanor Thorell, 1869 - America centrale e meridionale
- Melaenosiinae
  - Kratochvilia Strand, 1934 - Principe (Golfo di Guinea)
  - Melaenosia Simon, 1906 - India
- Mimetinae Simon, 1881
  - Anansi Benavides & Hormiga, 2017 - Gabon, Camerun, Repubblica Centrafricana, Guinea Equatoriale, Repubblica Democratica del Congo, Sudafrica
  - Arocha Simon, 1893 - Perù, Brasile
  - Australomimetus Heimer, 1986 - Australia, Tasmania, Corea, Giappone, Nuova Zelanda
  - Ero C. L. Koch, 1836 - Regione paleartica, Africa, America meridionale, USA, Asia, Australia
  - Mimetus Hentz, 1832 - cosmopolita

## Generi trasferiti
- Arochoides Mello-Leitão, 1935[3] - Brasile
- Ermetus Ponomarev, 2008[4] - Russia
- Gnolus Simon, 1879[5] - America meridionale (Cile, Argentina)
- Oarces Simon, 1879[5] - America meridionale (Argentina, Cile, Brasile)
- Phobetinus Simon, 1895[6] - Vietnam, Sri Lanka
- Reo Brignoli, 1979[6] - USA, Kenya